# Niuzhai
Niuzhai (kinesiska: 牛寨, 牛寨镇, 牛寨乡) är en köping i Kina. Den ligger i provinsen Yunnan, i den sydvästra delen av landet, omkring 380 kilometer nordost om provinshuvudstaden Kunming. Antalet invånare är 31 678. Befolkningen består av 15 191 kvinnor och 16 487 män. Barn under 15 år utgör 23,0 %, vuxna 15-64 år 69 %, och äldre över 65 år 7,0 %.
Genomsnittlig årsnederbörd är 1 329 millimeter. Den regnigaste månaden är juli, med i genomsnitt 290 mm nederbörd, och den torraste är januari, med 17 mm nederbörd.